# 陳有虞
陳有虞（？—1655年），字嗣韶，陕西咸寧縣人。清朝政治人物、同進士出身。

## 生平
順治九年（1652年）壬辰科進士，授福建仙游县知縣，十一年（1654年）十二月朔，海寇陷漳州、泉州，欲乘虚犯會城，有虞曰：「吾城僅斗大，然興、福藩篱也。」乃集士民議固守。先是鄭成功屡經招撫，益肆淫掠。有虞至任，募乡勇二百人，又得家丁十五人，俾為長。復擇乡勇一人为百總，使将之。贼至輒獲，士民咸倚为重。至是贼百道来攻，志在必克。有虞晝夜登陴，士卒日裹創泣戰，贼屡败。次年（1655年）正月朔，贼大進復敗，憤甚，即城下掘地道，實以火藥名「地雷」，初五日日方旦，地雷大作，地盡裂，城頽，守兵大潰，有虞率余兵巷戰，至日中轉戰至城西，馬蹶，遂中箭死，從死者家丁趙啓遜等十四人，皆西北勁卒也。贈福建按察司僉事，予祭葬。子陳常夏，以蔭官至户部郎中。